# Alloleptosylus hardyi
Alloleptosylus hardyi – gatunek chrząszcza z rodziny kózkowatych i podrodziny zgrzypikowych. Jedyny przedstawiciel rodzaju Alloleptosylus.

## Zasięg występowania
Gatunek ten występuje w Panamie.